# 健康山 (印第安納州)
健康山（英語：Mount Healthy）是位於美國印地安納州巴塞洛繆縣的一個非建制地區。該地的面積和人口皆未知。

## 地理
健康山的座標為39°04′50″N 86°02′16″W / 39.08056°N 86.03778°W，而該地的平均海拔高度為196米（即643英尺）。